# Midiella
Midiella es un género de foraminífero bentónico normalmente considerado un subgénero de Hemigordius, es decir, Hemigordius (Midiella) de la subfamilia Hemigordiopsinae, de la familia Hemigordiopsidae, de la superfamilia Cornuspiroidea, del suborden Miliolina y del orden Miliolida. Su especie tipo es Hemigordius bronnimanni. Su rango cronoestratigráfico abarca desde el Cisuraliense (Pérmico inferior) hasta el Lopingiense (Pérmico superior).

## Clasificación
Midiella incluye a las siguientes especies:
- Midiella abadehensis †, también considerado como Hemigordius (Midiella) abadehensis †
- Midiella broennimanni †, también considerado como Hemigordius (Midiella) broennimanni †
- Midiella changxingensis †, también considerado como Hemigordius (Midiella) changxingensis †
- Midiella guangdongensis †, también considerado como Hemigordius (Midiella) guangdongensis †
- Midiella guangxiensis †, también considerado como Hemigordius (Midiella) guangxiensis †
- Midiella karinae †, también considerado como Hemigordius (Midiella) karinae †
- Midiella ovata †, también considerado como Hemigordius (Midiella) ovata †
  - Midiella ovata var. minima †, también considerado como Hemigordius (Midiella) ovata var. minima †
- Midiella plectogyraeformis †, también considerado como Hemigordius (Midiella) plectogyraeformis †
- Midiella qinglongensis †, también considerado como Hemigordius (Midiella) qinglongensis †
  - Midiella qinglongensis forma †, también considerado como Hemigordius (Midiella) qinglongensis forma †
  - Midiella qinglongensis laxa †, también considerado como Hemigordius (Midiella) qinglongensis laxa †
  - Midiella qinglongensis minima †, también considerado como Hemigordius (Midiella) qinglongensis minima †
- Midiella regularis †, también considerado como Hemigordius (Midiella) regularis †
- Midiella reicheli †, también considerado como Hemigordius (Midiella) reicheli † y como Neodiscus reicheli †
  - Midiella reicheli sygmoidalis †, también considerado como Hemigordius (Midiella) reicheli sygmoidalis † y como Neodiscus reicheli globulus †
  - Midiella reicheli globulus †, también considerado como Hemigordius (Midiella) reicheli globulus † y como Neodiscus reicheli sigmoidalis †
- Midiella zaninettiae †, también considerado como Hemigordius (Midiella) zaninettiae †